# رأس الجزيرة
رأس الجزيرة هو أحد الرؤوس على الساحل الشرقي للبلاد التونسية، وهو يقع في ولاية المهدية، قرب مدينة ملولش.
| رأس الجزيرة |